# ناويوكي إي
ناويوكي إي (باليابانية: 伊井直行) (1 سبتمبر 1953، ميازاكي في اليابان)؛ روائي ياباني. درس في جامعة كيئو.